# 朱常澄
襄王朱常澄（？—？），是忠王朱翊銘嫡第二子，明朝第九代襄王。朱常澄在早年事跡不詳，只知他受封福清王，但年份亦不詳。崇禎十四年（1641年）二月，民變首領張獻忠攻陷襄陽府，朱翊銘被殺，朱常澄逃脱。
後於崇禎十七年（1644年）寄居九江府。弘光元年（1645年）四月南明政府進封他為襄王。永曆十六年（1662年），南明亡，他不知去向，明襄國滅亡。